# Armin Sohrabian
Armin Sohrabian (tiếng Ba Tư: آرمین سهرابیان; sinh ngày 26 tháng 7 năm 1995) là một cầu thủ bóng đá người Iran who thi đấu ở vị trí hậu vệ cho câu lạc bộ tại Persian Gulf Pro League Esteghlal.

## Thống kê sự nghiệp

### Câu lạc bộ
Tính đến 10 tháng 5 năm 2018
| Câu lạc bộ          | Mùa giải            | Giải vô địch        | Giải vô địch | Giải vô địch | Cúp Hazfi | Cúp Hazfi | Châu Á  | Châu Á    | Tổng cộng | Tổng cộng |
| Câu lạc bộ          | Mùa giải            | Giải vô địch        | Số trận      | Bàn thắng    | Số trận   | Bàn thắng | Số trận | Bàn thắng | Số trận   | Bàn thắng |
| ------------------- | ------------------- | ------------------- | ------------ | ------------ | --------- | --------- | ------- | --------- | --------- | --------- |
| Sepahan             | 2016–17             | Iran Pro League     | 14           | 0            | 2         | 0         | —       | —         | 16        | 0         |
| Esteghlal           | 2017–18             | Iran Pro League     | 5            | 0            | 1         | 0         | 3       | 0         | 9         | 0         |
| Tổng cộng sự nghiệp | Tổng cộng sự nghiệp | Tổng cộng sự nghiệp | 19           | 0            | 3         | 0         | 3       | 0         | 25        | 0         |

## Danh hiệu
Sepahan
- Persian Gulf Pro League (1): 2014–15

Esteghlal
- Cúp Hazfi (1): 2017–18